# 鰭斑普提魚
鰭斑普提魚，又稱對斑狐鯛，俗名紅娘仔、三齒仔、日本婆仔、黃點龍，為輻鰭魚綱鱸形目隆頭魚亞目隆頭魚科的其中一種。

## 分布
本魚分布於印度太平洋區，包括東非、紅海、留尼旺、葛摩、模里西斯、馬達加斯加、塞席爾群島、葉門、阿曼、馬爾地夫、斯里蘭卡、聖誕島、可可群島、日本、台灣、中國南海、越南、菲律賓、印尼、新喀里多尼亞、新幾內亞、澳洲、索羅門群島、密克羅尼西亞、斐濟群島、諾魯、馬里亞納群島等海域。

## 深度
水深4至30公尺。

## 特徵
本魚體長型；頭部背面輪廓幾成直線。上下頜突出，前側各具 4犬齒，上頜兩側各具 1大圓犬齒。頰部與鰓蓋被鱗，側線平滑連續。吻略延長，但未形成管狀，背鰭硬棘間缺刻明顯如鋸齒狀，尾鰭末端呈截形，但上下葉鰭條略突出。頭部褐色，身體則呈橘褐色，成魚的體背部具3枚亮黃斑，其大小約和瞳孔相當，腹鰭中央及臀鰭軟條前半部皆有一大黑斑，身體的後半部亦有許多小黑斑散布。幼魚呈淺褐色，在胸鰭基部、背鰭、臀鰭、腹鰭的軟調部及尾鰭基部中央均有一大黑斑。背鰭硬棘12枚、背鰭軟條9至10枚、臀鰭硬棘3枚、臀鰭軟條10至12枚。體長可達40公分。

## 生態
本魚棲息於沿岸礁區，成魚常單獨行動。幼魚時常客串魚醫生為其它魚清除身上的寄生蟲。成魚專門吃岩石縫下的甲殼類和貝類，夜晚則躲在岩石下面或洞穴裏睡覺。

## 經濟利用
為食用性魚類，肉質膠黏美味，適合紅燒。